# Hebe Camargo
Hebe Maria Camargo, född 8 mars 1929 i Taubaté, död 29 september 2012 i São Paulo, var en brasiliansk sångare, tv-programledare och skådespelare.